# Ampeg

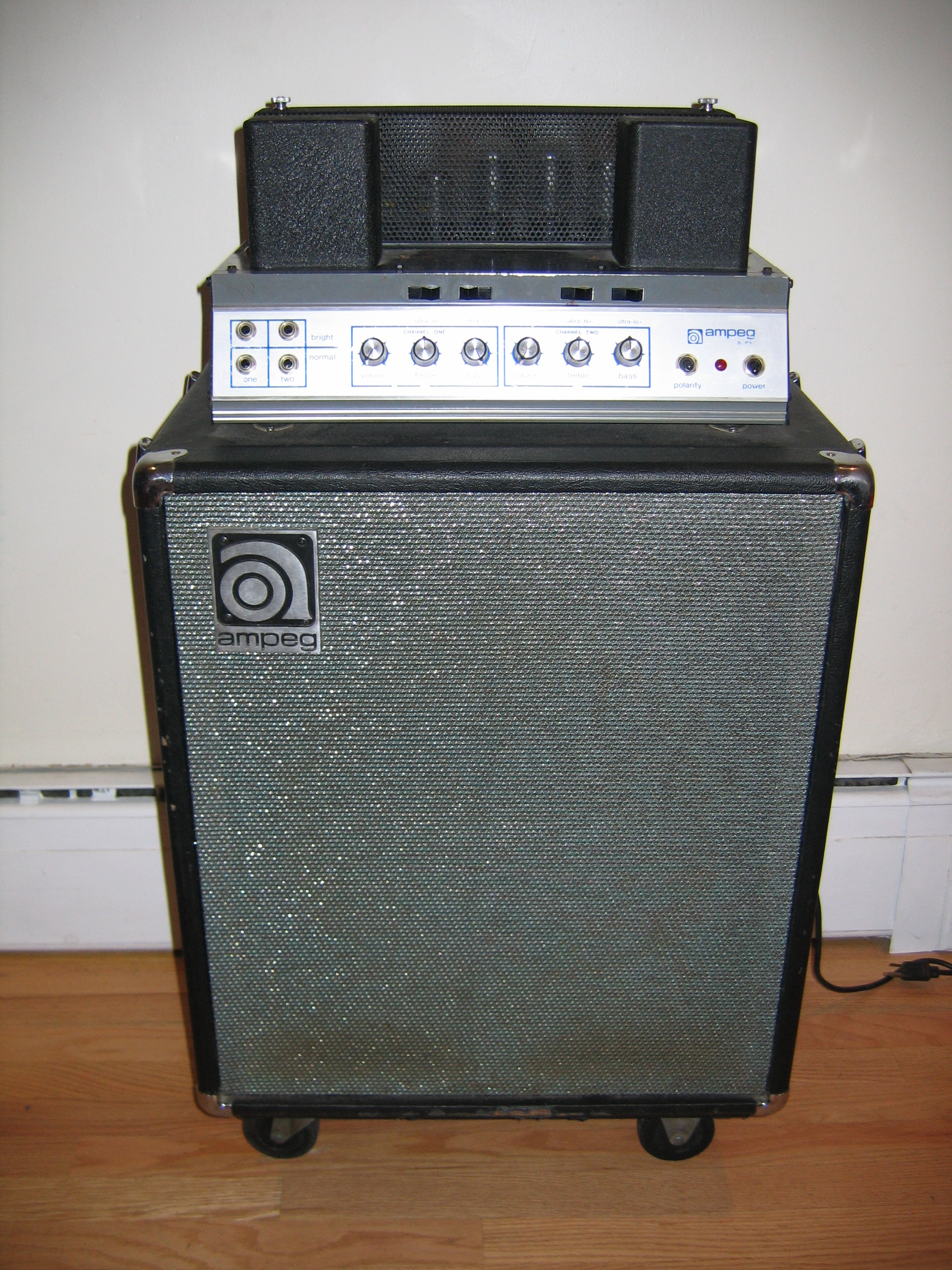
Ampeg Portaflex B-15N

Ampeg är en amerikansk tillverkare av förstärkare och högtalare för elbas och elgitarr. Företaget grundades 1946 som Michaels-Hull Electronic Labs, nuvarande namn sedan 1949. De är mest kända för deras SVT-serie (Super Valve Technology).

## Historia
Everette Hull och Stanley Michaels bildade 1946 företaget Michaels-Hull Electronic Labs. Deras första produkter var en pickup för elbas designad av Hull samt en förstärkare med minimal utgångsdistorsion, något som var eftertraktat hos jazzmusiker. Pickupen fick namnet "Amplified Peg", vilket senare blev "Ampeg". Michaels överlämnade företaget till Hull, som ändrade namnet till "Ampeg Bassamp Company".
1976 utvecklade man i samarbete med Hagström en klon mellan en gitarr och en synthesizer, Hagström Patch 2000.

## Produkter

### Bassamp
Bassamp är en serie komboförstärkare av typen solid state för elbas. I serien ingår BA-108 (25 watt), BA-110 (35 watt), BA-112 (50 watt), BA-115 (100 watt) och BA-115 HP (220 watt).

## Artister förknippade med Ampeg
- Melissa Auf der Maur (Hole, The Smashing Pumpkins)
- Les Claypool (Primus)
- Sheryl Crow
- Mark Hoppus (Blink-182)
- Jason Newsted (Metallica)
- Robert Trujillo (Metallica)
- Sting